# Unguitermes
Unguitermes es un género de termitas  perteneciente a la familia Termitidae que tiene las siguientes especies:
1. Unguitermes acutifrons
2. Unguitermes bidentatus
3. Unguitermes magnus
4. Unguitermes proclivifrons
5. Unguitermes trispinosus
6. Unguitermes unidentatus